# Mocassim

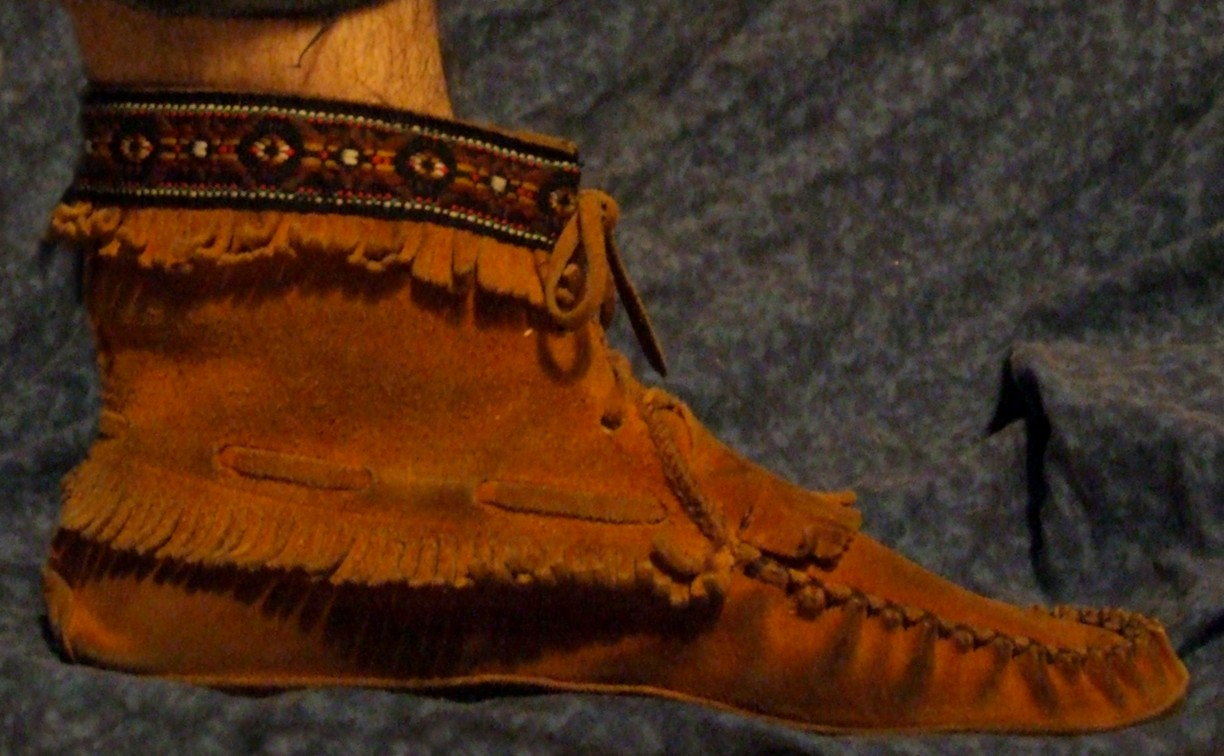
Mocassim.

Mocassim (do algonquino) é um tipo de calçado criado e difundido entre diversas nações de indígenas norte-americanos. Eram feitos com couro e sem saltos. A sola do sapato subia pelas laterais e a ponta dos pés, sendo costurada a uma outra peça também em couro, em forma de "U". 
Atualmente, existe uma grande variedade de modelos masculinos e femininos; o formato básico deste tipo de calçado pode adotar configurações mais modernas e até incluir saltos com várias alturas e formatos diferentes.